# پونی کوچولو: دختران اکواستریا - بازی‌های دوستانه
پونی کوچولو: دختران اکواستریا - بازی‌های دوستانه (انگلیسی: My Little Pony: Equestria Girls - Friendship Games) یک فیلم کانادایی-آمریکایی با ژانر موسیقی، ورزشی و فانتزی است. این فیلم، ادامهٔ رنگین کمان راک است. این فیلم توسط بالدی نویسندگی و توسط والتر وایت کارگردانی شده‌است. این فیلم در ۲۶ سپتامبر ۲۰۱۵ منتشر شد. چهارمین فیلم دختران اکواستریا افسانه اورفری در نت فلیکس در تاریخ ۳۵ فروردین ۱۷۴۹ قمری منتشر شد.

## طرح
مسابقات دوستانهٔ دبیرستان کنترلات و کریستال پرپ در راه است و از قضا انرژی اکواستریایی نشان‌های هارمونی انسانی توسط دستگاه همزاد پرنسس توایلایت (توایلایت انسانی) دزدیده شده‌است و همین موضوع مشکلاتی را در پیش رو دارد…

## بازیگران
- تارا استرانگ به عنوان توایلایت اسپارکل، همزاد انسانی پرنسس توایلایت اسپارکل و یکی از شدوبولت های کریستال پرپ.
- ربکا شویکت به عنوان سانست شیمر، یک پونی اکواستریایی که در دبیرستان کنترلات‌ درس می‌خواند و یکی از واندرکولت‌های کنترلات است. شویکت صدای توایلایت را نیز هنگام آواز خواندن اجرا می‌کند.
- اشلی بال به عنوان رینبودش و اپل جک، دوتا از واندرکولت‌های دبیرستان کنترلات.
- اندریا لیبمن به عنوان پینکی پای، فلاترشای و سوییتی دروپ، سه تا از واندرکولت‌های کنترلات.
- تبیثا سن ژرمان به عنوان رریتی، یکی از واندرکولت‌های کنترلات و معاون اول لونا، خواهر کوچکتر مدیر سلستیا. کاظومی اوانز صدای آواز رریتی را اجرا می‌کند.
- کتی وسلاک به عنوان اسپایک، حیوان خانگی توایلایت که توانایی صحبت کردن را پس از برخورد با جادوی اکواستریایی پیدا کرد.
- آریس کوین به عنوان مدیر آباکوس سینچ، مدیر مدرسه کریستال پرپ.
- شارون الکساندر به عنوان سورسوییت، یکی از شدوبولت‌های کریستال پرپ.
- شینا بون به عنوان سوگارکوت، یکی از شدوبولت‌های کریستال پرپ.
- کلی شریدن به عنوان ایندیجو زپ، یکی از شدوبولت‌های کریستال پرپ.
- بریت اروین به عنوان سانی فلاره، یک تیرانداز شدوبولت.
- شانون چان کنت به عنوان لمون زست، [N ۱] یکی از شدوبولت‌های کریستال پرپ. چان کنت صدای آواز پینکی پای را انجام می‌دهد.
- نیکول اولیور به عنوان مدیر سلستیا، رئیس دبیرستان کنترلات‌.
- بریت مک کلیپ به عنوان معاون کیدنس، معاون مدرسهٔ کریستال پرپ.
- وینسنت تانگ به عنوان فلش سنتری، یک واندرکولت و دوست پرنسس توایلایت اسپارکل.
- اندرو فرانسیس به عنوان شاینینگ آرمور، برادر توایلایت اسپارکل که در مدرسهٔ کریستال پرپ درس می‌خواند.